# 卡利诺 (彼尔姆边疆区)
卡利诺（羅馬化：Kalino）是俄罗斯彼尔姆边疆区的市级镇，属边疆区辖市丘索沃伊市，地处彼尔姆边疆区东部，北距卡马河支流丘索瓦亚河约3公里，在丘索沃伊西偏南、边疆区首府彼尔姆东北方。镇内设有同名铁路车站。
该地2022年人口有1,888人；2010年人口2,136；2002年人口2,536；1989年人口3,304。